# Schelle von Amorbach

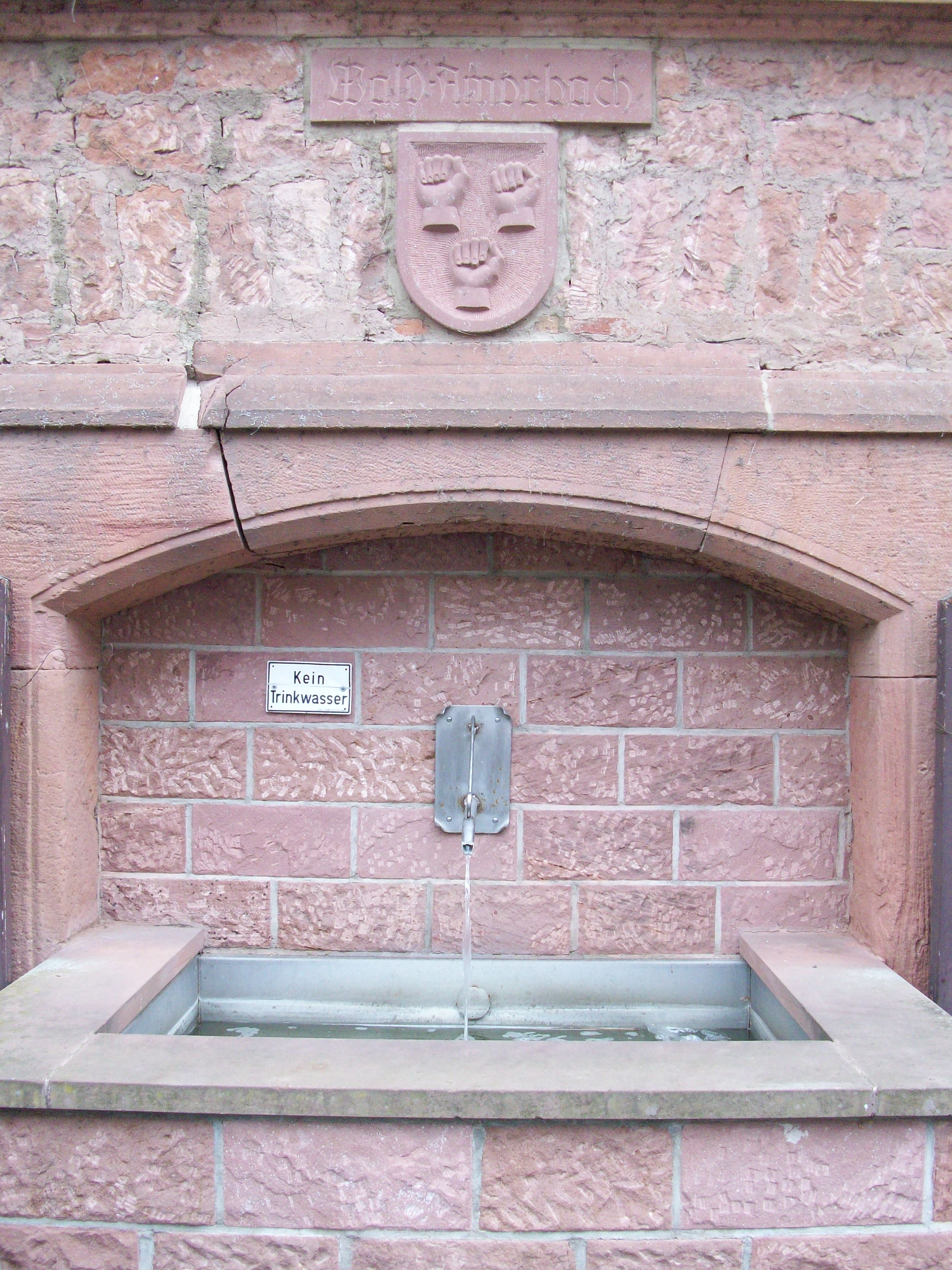
Dorfbrunnen in Wald-Amorbach mit dem Wappen der Schelle von Amorbach

Weitere Wappendarstellungen (li.: Baur 1851; re.: nach Aschaffenburger Wappenbuch)

Die Schelle von Amorbach, auch Herren von Amorbach, waren eine niederadlige Familie und Lehensnehmer des Klosters Fulda, die bis zu ihrem Aussterben im 16. Jahrhundert im Odenwald, entlang des Mains und im Spessart Lehens- und Grundbesitz besaßen. Ihr Stammsitz war Wald-Amorbach, im heutigen Hessen.

## Geschichte
1286 wurde erstmals ein Breuberger Burgmann „Ritter Boppo von Amerbach“ erwähnt.
Die Familie stellte Burgmannen auf der nahen Burg Breuberg und später auch für das Haus Hanau-Lichtenberg auf der Clingenburg (1481). Die Schelle teilten sich spätestens 1379 (definitiv urkundlich) in eine weitere Linie der Schelle von Umstadt auf, die teilweise untereinander heirateten, im heutigen Klein-Umstadt ihren Sitz im Freihof hatten, Burgmänner in Babenhausen und Erbach waren und dort Burglehen, sowie ein Mannlehen in Michelstadt besaßen. Diese Linie stirbt um 1500 herum wieder aus.
Die Schelle von Amorbach besaßen die Partikulargerichtsbarkeit in Wald-Amorbach und Güter im Ort, die sie aber teils im 15. Jahrhundert schon wieder verloren. Beerbt wurden sie von den von Freund, die 1598 das Amorbacher Hubgericht mit sechs Schöffen besetzten konnten, das sie sich ab 1611 zu je einem Viertel mit Kurpfalz und Hessen-Darmstadt teilen mussten, bis nach und nach beide Häuser ganz in die Rechte kamen. 1802 ging auch der kurpfälzische Anteil an Hessen-Darmstadt. Weitere Güter gingen später an die Gans von Otzberg und nach 1693 an den Geheimen Rat und Kammerpräsidenten Franz von Sickingen, der nicht mit Ritter Franz von Sickingen zu verwechseln ist.

### Familiennamen
1303 werden in Lehensurkunden der Johanniterkommende Mosbach (aus dem Mosbach im Bachgau) für Gottfried de Amerbach, Henricus (Heinrich) Schelle von Amerbach und dessen Bruder Ruckerus genannt Schelle, sowie in einer Erbachschen Urkunde Rude von Amorbach (vermutlich gleich für Ruckerus) genannt. Georg Wilhelm Justin Wagner erstellte vor 1850 aus Urkunden einen Stammbaum, der aber nicht ganz vollständig ist. Teilweise gibt es Überschneidungen mit den Schelle von Umstadt und einige Urkunden könnten zu einem Niederadelsgeschlecht von Amorbach gehören, die dem Kloster Amorbach und dem Hause Erbach lehenspflichtig waren.
1329 wird ein Rukerus genannt Schelle, Götz von Wüstenammerbach und dessen Söhne Diether und Peter, genannt Wambolde erwähnt, letzteren gehören 1381 zwei Höfe in Wald-Amorbach. Im Jahre 1409 belehnte der bayerische Pfalzgraf den Peter Schelle von Amerbach mit früher fuldischen Lehen zu Amorbach. Diether Schelle von Amorbach verheiratet mit Walpurge von Reinstein wird 1474 in Erbachschen Urkunden fassbar, als er als Witwer im Streit mit dem Kloster Höchst um den kleinen Zehnten und weiterer Güter zu Wüst-Amorbach, so hieß damals das heutige Wald-Amorbach, liegt. Diether verliert, obwohl er einen Lehensbrief vorweist. Der Sohn Diethers, Christoph (Christoffell) Schelle von Amerbach, wird 1485 (ein Burglehen, ein Haus und eine Hofreite in Klingenberg am Main, belehnt von Philipp II. von Hanau-Lichtenberg) und 1502 genannt und war zuletzt Amtmann in Klingenberg. Velten Schell von Amorbach wird 1524 als letzter seines Namens urkundlich, mit der Aussage, das Kurpfalz nicht mehr Obrigkeit als was er daselbst gehabt hat, nämlich zu verbieten und gebieten auf denselben Gütern. Die Familie starb im 16. Jahrhundert aus.
Bemerkenswert ist die Tatsache, dass sich eine Redensart über das Geschlecht bis ins 19. Jahrhundert im Ort erhalten hat: „Die armen Herren von Amorbach wohnten vor Amorbach.“ Was andeutet, dass es diese Niederadelsfamilie nie zu größerem Reichtum brachte.

## Stammburg
Von der Stammburg der Schelle von Amorbach, die Burg Waldamorbach ist heute nichts mehr zu sehen, letzte Reste, sowie zwei Teiche des Burggrabens wurden 1846 entfernt. Die Burg stand wahrscheinlich westlich von Wald-Amorbach in der Flur Steinmauerfeld. Die architektonische Gestalt dieses Niederadelssitzes bleibt jedoch völlig unklar. Mauerreste unbekannter Herkunft waren im 19. Jahrhundert noch in den Fluren „Steinmauerfeld“ und „Geldloch“ vorhanden. Beim Abbruch 1846 sollen jedoch ein Helm und eine Rüstung gefunden worden sein. Zu sehen ist heute dort nichts mehr. Archäologische Untersuchungen erfolgten bisher nicht. Die Burg ähnelte wohl eher einem mit einem Wassergraben gesicherten Festen Haus, ein möglicher Turmhügel ist heute nicht mehr sichtbar oder nachweisbar. Zum Ort werden zwei weitere Adelssitze erwähnt, deren Lage und Zuordnung unklar ist. Nur die Gayling von Altheim und Löwenstein-Wertheim-Rosenberg als zeitweise Besitzer sind bekannt.
Auch die den Schelle von Amorbach zugehörige benachbarte Burg Dorndiel ist nicht mehr erhalten.

## Wappen
Das Wappen der Schelle von Amorbach zeigt: In Blau drei (2:1) rechte Fäuste, auf dem Helm mit blau-silberner Decke zwei blaue (Büffel)Hörner. Die Fäuste sollen auf die Tätigkeit der Waldrodung zur Siedlungserrichtung hinweisen.
Alternativ wird manchmal auch ein abweichendes Wappen verwendet: In Blau drei (2:1) aufgerichtete silberne Klöppel, auf dem Helm mit blau-silbernen Decken ein blauer Flug, beiderseits belegt mit drei (2:1) aufgerichteten silbernen Klöppeln. Die Klöppel sind redend. Glocken werden im lokalen Dialekt „Schelle(n)“ genannt.

## Sonstiges
Über die Herren von Amorbach existierte die Sage vom Geldloch (noch heute ein Flurname in der Gemarkung von Wald-Amorbach), in der ein Wanderer den letzten Amorbacher Herren, der seit 200 Jahren wegen Bedrückung der Untertanen umging, zur Erlösung einmal die Runde um den Ort tragen musste, um als Belohnung den Schatz der Amorbacher im letzten Gewölbe des Schlosses im Geldloch zu finden.